# Охтирська провінція
Охтирська провінція — одна з п'ятьох провінцій Слобідської губернії Російської імперії з центром в Охтирці.
Провінцію територіально було утворено указом Катерини Другої від 1763 на основі Охтирського слобідського козацького полку.
З моменту утворення входила до складу нової Слобідської губернії.
У листопаді 1775 року розподіл губерній на провінції було скасовано, але провінція існувала до 1779 року, коли її було перейменовано на «Охтирський округ».
У 1780—81 роках, у процесі адміністративно-територіальної реформи, провінцію було розукрупнено і утворено маленький Охтирський повіт Харківського намісництва з центром в Охтирці.

## Урядування
Провінція була воєнізованою, тобто продовжувала ділитися за колишнім військовим принципом території полку і «воєнізованих» комісарств, що поєднували території кількох сотень, на відміну від сусідньої Бєлгородської губернії, яка поділялася на «цивільні» повіти.
- Провінція підпорядковувалася «губернській канцелярії» і губернатору в Харкові.
- Провінцією управляла «провінційна канцелярія». Їй підпорядковувалися комісарства Російської імперії.
- У центрах комісарств містилися «комісарські правління». Їм підлягала територія і населення.
- Основною одиницею комісарства були «державні військові слободи». У них жили здебільшого «військові обивателі».

## Адміністративний поділ
Охтирська провінція територіально повністю відповідала однойменному полку, заснованому 1659 року; керувала нею провінційна канцелярія.
Провінція ділилася на дрібніші утворення — «камісарства» (написання слова згідно з офіційними описами Харківського намісництва, зокрема, 1779 року), які частенько відповідали сотням (але сотень було набагато більше, ніж комісарств). Комісарства було створено указом Сенату від 20 травня 1765 саме для управління державними військовими слободами. Форма врядування під назвою «комісарство» з усіх губерній Російської імперії існувала тільки в прикордонних і військових областях (Стародубський полк, Олонецька губернія, Закаспійська область) і своєю назвою наголошувала на воєнізованому характері.
На чолі комісарських правлінь стояли комісари, яких призначали з місцевих дворян або старшини.
Основними функціями комісарів був збір податків (здебільша подушного) і поліційні обов'язки (підтримання порядку). Комісари відали всіма адміністративно-господарськими, фінансовими та незначними судовими справами на підвідомчій території.
- Охтирське комісарство (населення 9103 чоловіки казенні обивателі та 4955 чоловіків підданих станом на 1779 рік)
  - Місто Охтирка (населення 6157 чоловіків-військових і 1365 підданих)
    - Військова слобода Кириківка (населення 1194 чоловіки — військові обивателі)
    - Військова слобода Бакирівка (333 чоловіки)
    - Військова слобода Стара Рабина (1425 чоловіків)
    - Військова слобода Хухра (867 чоловіків)
    - Військова слобода Олешня (1127 чоловіків)
    - Містечко Тростянець (1100 підданих чоловіків)
    - Поселень (сіл) — 6
    - Сіл — 6
    - Хуторів — 2
- Богодухівське комісарство
  - Місто Богодухів
- Боромлянське (Боровське, Боровенське) комісарство 
  - Місто Боромля
- Котелевське комісарство
  - Місто Котельва
- Краснокутське комісарство
  - Місто Красний Кут

## Символіка (1775—1780)

Історичний герб Охтирки

Офіційно затвердженої у СПб символіки (царем або Сенатом) провінція не мала; її дістав тільки Охтирський повіт 22 вересня 1781 року.
Неофіційно з 1775 року як символ міг використовуватися герб Охтирського полку. Його було вперше оприлюднено в Гербовнику Щербатова 1775 року. 